# Litbada
Litbada là một chi bướm đêm thuộc họ Geometridae.